# La Gazette du Maroc
 (juillet 2024).
Si vous disposez d'ouvrages ou d'articles de référence ou si vous connaissez des sites web de qualité traitant du thème abordé ici, merci de compléter l'article en donnant les références utiles à sa vérifiabilité et en les liant à la section « Notes et références ».
La Gazette du Maroc était un magazine hebdomadaire marocain de langue française paraissant le samedi.

## Histoire

### Création
Fondé en mars 1997, le journal qui se veut indépendant traite d'information générale, politique et économique.

### Changement de fréquence de parution
La dernière parution en forme de journal a été arrêté le 15 mai 2008, pour se muer en format magazine. Il disparait le 1er septembre 2009.

### Disparition
L'hebdomadaire a cessé de paraître 31 juillet 2009 pour fusionner avec un journal économique du même groupe, Challenge Hebdo.
La décision de fermer La Gazette a été prise à contrecœur mais « les annonces publicitaires se font de plus en plus rares, certains annonceurs refusant de donner de la publicité à plus d'un titre d'un même groupe », a déclaré le fondateur du journal, Kamal Lahlou.